# Al-Quriyah
Al-Quriyah (en árabe: القورية‎: , también llamado Qurieh) es un pueblo en Siria oriental, administrativamente parte de la gobernación de Deir ez-Zor, localizado a lo largo de la orilla oriental del río Éufrates, al sur de Deir ez-Zor. Algunas ciudades cercanas son Diban, Mahkan y al-Tayanah al norte, Mayadin al noroeste y al-Asharah, Darnaj y Suwaydan Jazirah al sur. Según la Oficina Central de Estadísticas de Siria, al-Quriyah tenía una población de 28 172 habitantes en el censo de 2004, siendo la ciudad más grande de la nahiya de al-Asharah.

## Guerra Civil Siria
El 30 de marzo de 2012 el Ejército sirio abrió fuego en una manifestación en al-Quriyah, teniendo como resultado diversos enfrentamientos que dejaron cinco fallecidos según el Observatorio Sirio para los Derechos Humanos (SOHR). Según SOHR, la lucha en al-Quriyah también dejó cinco soldados del Ejército sirio fallecidos, cuatro rebeldes y un civil. El 24 de mayo de 2012 se produjeron enfrentamientos entre los rebeldes y fuerzas gubernamentales que acabaron con la muerte de un soldado y un civil joven según activistas de la oposición. Un oleoducto cercano fue destruido por grupos de la oposición armada el 6 de junio de 2012.
La ciudad permaneció a manos del Estado Islámico desde 2014 hasta su conquista por las fuerzas gubernamentales sirias el 22 de octubre de 2017.